# Sophronica paracamerunica
Sophronica paracamerunica är en skalbaggsart som beskrevs av Stefan von Breuning 1977. Sophronica paracamerunica ingår i släktet Sophronica och familjen långhorningar. Inga underarter finns listade i Catalogue of Life.